# Collégiale Saint-Barthélemy de Francfort
Pour les articles homonymes, voir Église Saint-Barthélémy.
La collégiale Saint-Barthélemy, souvent appelée « cathédrale de Francfort », est la plus grande église de Francfort-sur-le-Main. Lieu d'élection, dès 1356, et, à partir de 1562, de couronnement de l'empereur romain germanique, elle a joué un rôle important dans l'histoire allemande et fut au XIXe siècle un symbole d'unité nationale. Le 14 octobre 1548, la cathédrale a été ordonnée à nouveau par mesure de précaution par l'archevêque de Mayence Sebastian von Heusenstamm. Elle n'a jamais été une cathédrale.
En 1867, l'église a été détruite par un incendie et reconstruite dans son style actuel.
Entre octobre 1943 et mars 1944, la vieille ville de Francfort, la plus grande ville gothique ancienne d'Europe centrale a été détruite par six bombardements des forces alliées. La dévastation physique de la vieille ville impériale était destinée à réduire le soutien public à la guerre. Les pertes les plus importantes se sont produites le 22 mars 1944. Plus d'un millier d'édifices de la vieille ville, la plupart d'entre eux étant des maisons à colombages ont été détruits. L'église a subi de graves dommages et l'intérieur a été entièrement brûlé. La cathédrale a été reconstruite dans les années 1950.
L'édifice actuel est une église-halle de 95 m. Ses principales caractéristiques sont le long transept du XIVe siècle et sa monumentale tour du XVe siècle.
Le musée de la collégiale est installé dans les vestiges du cloître gothique. Très petit, il expose le trésor de l'église. Ce dernier se compose de précieuses pièces d'orfèvrerie et de somptueux vêtements datant du haut Moyen-Âge ainsi que de la pierre tombale mérovingienne d'une jeune fille enterrée dans la collégiale.
Depuis juin 2011, Andreas Boltz est le Dommusikdirektor de la cathédrale Saint-Barthélemy.